# Stéphane Guivarc'h
Stéphane Pierre Yves Guivarc'h (Concarneau, 6 de setembro de 1970) é um ex-futebolista e treinador de futebol francês que jogava como atacante.

## Carreira
Iniciou a carreira de jogador em 1988, no Brest. Destacou-se com as camisas de Guingamp, principalmente, Auxerre, pelo qual venceu o Campeonato Francês e a Copa da França de 1994-95 e onde jogou por 3 oportunidades. Em seu país, defendeu ainda o Rennes durante um ano.
Entre 1998 e 1999, Guivarc'h jogou no futebol britânico, tendo atuado por Newcastle United e Rangers. Prejudicado por uma lesão no joelho, o atacante encerrou sua carreira em 2002, com apenas 31 anos.
Já aposentado, virou comentarista de televisão, chegando inclusive a emprestar sua voz para os comentários da versão francesa do jogo Pro Evolution Soccer 3. É também o presidente do US Trégunc, equipe amadora onde exerce paralelamente o cargo de treinador.

## Seleção Francesa
Entre 1997 e 1999, Guivarc'h defendeu a Seleção Francesa em 11 partidas, marcando um gol. Credenciado por suas atuações no Auxerre, o atacante foi convocado pelo técnico Aimé Jacquet para integrar o selecionado que tornaria-se campeão da Copa de 1998, realizada em território francês. Titular na maior parte da competição, Guivarc'h não repetiu o desempenho pelos Bleus e não balançou as redes adversárias em nenhum jogo.

## Curiosidades
- Em outubro de 2009, Guivarc'h foi eleito um dos 50 piores atacantes da história da Premier League.[1]